# Gnaphosa fagei
Espèce
Gnaphosa fagei est une espèce d'araignées aranéomorphes de la famille des Gnaphosidae.

## Distribution
Cette espèce se rencontre en Chine au Gansu et au Kazakhstan,.

## Description
La carapace de la femelle holotype mesure 4,3 mm de long sur 3,2 mm.
Le mâle décrit par Ovtsharenko, Platnick et Song en 1992 mesure 12,40 mm.
La femelle décrite par Song, Zhu et Zhang en 2004 mesure 11,80 mm.

## Étymologie
Cette espèce est nommée en l'honneur de Louis Fage.

## Publication originale
- Schenkel, 1963 : « Ostasiatische Spinnen aus dem Muséum d'Histoire naturelle de Paris. » Mémoires du Muséum national d'Histoire naturelle, sér. A, Zoologie, vol. 25, p. 1-481.